# Mézangers
Mézangers település Franciaországban, Mayenne megyében. Lakosainak száma 625 fő (2022. január 1.). Mézangers Hambers, Jublains, Neau, Sainte-Gemmes-le-Robert, Montsûrs és Évron községekkel határos.

## Népesség
A település népességének változása:
| Lakosok száma | 435  | 522  | 555  | 662  | 691  | 688  | 657  | 635  | 629  | 625  |
|               | 1968 | 1982 | 1990 | 2006 | 2013 | 2015 | 2017 | 2019 | 2020 | 2022 |